# Mammillaria tepexicensis
Mammillaria tepexicensis (укр. Мамілярія тепехіценська, мамілярія тепехіценсіз) — сукулентна рослина з роду мамілярія (Mammillaria) родини кактусових (Cactaceae).

## Історія
Вид вперше описаний мексиканським офтальмологом та дослідником сукулентних рослин Хорхе Мейраном (англ. Jorge Meyrán, нар. 1918) у 1991 році у виданні англ. «Cactáceas y Suculentas Mexicanas». Голотип був зібраний у лютому 1988 року біля муніципалітету Сан-Педро-Нопала, штат Оахака на висоті 1900-2200 метрів над рівнем моря.

## Етимологія
Видова назва дана на честь місця в Мексиці під назвою тепехіц, що мовою науатль означає «розколота скеля».

## Ареал і екологія
Mammillaria tepexicensis є ендемічною рослиною Мексики. Ареал розташований у штаті Оахака.

## Морфологічний опис
| Орган              | Опис |
| Рослини            | одиночні. |
| Коріння            | |
| Стебло             | кулясте, 2-3 см заввишки і в діаметрі.                                                                          |
| Епідерміс          | темно-зелений.                                                                                                  |
| Маміли             | конічні. |
| Ареоли             | |
| Аксили             | голі. |
| Центральні колючки | 4-5, іноді до 8, з гачками, голкоподібні, жовті з червонувато-коричневими кінцями, еластичні, завдовжки 4-6 мм. |
| Радіальні колючки  | Радіальних 27-30, жорсткі до кілька гнучких, прямі до трохи зігнутих, білі, завдовжки 5-6 мм.                   |
| Квіти              | блідо-рожеві з рожево-пупурними центральними прожилками на пелюстках, до 15 мм завдовжки і в діаметрі.          |
| Бутони             | |
| Зовнішні пелюстки  | |
| Внутрішні пелюстки | |
| Тичинки            | |
| Маточка            | |
| Плоди              | кулясті, шкірка тонка, щільно розташовані між мамміл.                                                           |
| Насіння            | чорне. |

## Чисельність, охоронний статус та заходи по збереженню
Охороняється Конвенцією про міжнародну торгівлю видами дикої фауни і флори, що перебувають під загрозою зникнення (CITES).